# Litoria macki
Litoria macki är en groddjursart som beskrevs av Richards 200. Litoria macki ingår i släktet Litoria och familjen lövgrodor. IUCN kategoriserar arten globalt som otillräckligt studerad. Inga underarter finns listade i Catalogue of Life.